# Guido Romano
Guido Romano (født 3. december 1887 i Modena, død 18. juni 1916 i Asiago) var en italiensk gymnast, som deltog i OL 1908 i London og 1912 i Stockholm. 
Romano deltog i den individuelle konkurrence i redskabsgymnastik ved OL 1908, hvor han opnåede 230,00 point og blev nummer nitten blandt de 96 deltagere.
Han deltog i samme disciplin ved OL 1912, og her opnåede han en niendeplads blandt de 44 deltagere med 126,25 point. Der var seks italienere blandt de ti bedste, og derfor var det ikke overraskende, at italienerne vandt holdudgaven af samme disciplin med Romano guld. Der var fem hold med i konkurrencen, som blev afholdt på Stockholms Stadion og mellem 16 og 40 deltagere på hvert hold. Italien vandt guld med 53,15 point foran Ungarn med 45,45 og Storbritannien med 36,90.